# Lac Dorothy
Pour les articles homonymes, voir Dorothy.
Le lac Dorothy (en anglais : Dorothy Lake) est un lac américain dans le comté de Tuolumne, en Californie. Il est situé à 2 865 mètres d'altitude au sein de la Yosemite Wilderness, dans le parc national de Yosemite.